# Disco 2
«Disco 2» — второй альбом ремиксов британской поп-группы Pet Shop Boys, вышедший в 1994 году.

## Об альбоме
Пластинка сделана в жанре диджейского сета, состоящего из мегамикса песен группы. Несмотря на то что в Великобритании «Disco 2» занял 6-е место, альбом является наихудшим в творчестве группы: от него отвернулись как критики, так и поклонники группы.
Среди ремиксёров — Beatmasters, Ролло Армстронг и Jam & Spoon. Ранее группа уже выпустила альбом в рамках схожей концепции (сборник ремиксов): Disco (1986); позже также вышли Disco 3 (2003) и Disco 4 (2007).

## Обложка
Обложка альбома оформлена Марком Фарроу. На лицевой стороне — кадр из выступления на итальянском телевидении. Дизайн в целом повторяет концепцию первого альбома Disco (1986).

## Список композиций

### Disco 2
1. «Absolutely Fabulous» (Rollo Our Tribe Tongue-In Cheek Mix) — 0:29
2. «I Wouldn't Normally Do This Kind Of Thing» (Beatmasters Extended Nude Mix) — 4:15
3. «I Wouldn't Normally Do This Kind Of Thing» (DJ Pierre Wild Pitch Mix) — 2:59
4. «Go West» (Farley & Heller Mix) — 3:40
5. «Liberation» (E Smoove 12" Mix) — 6:09
6. «So Hard» (Morales Red Zone Mix) — 2:48
7. «Can You Forgive Her?» (Rollo Dub) — 4:03
8. «Yesterday, When I Was Mad» (Junior Vasquez Fabulous Dub) — 4:54
9. «Absolutely Fabulous» (Rollo Our Tribe Tongue-In Cheek Mix) — 6:01
10. «Yesterday, When I Was Mad» (Coconut 1 12" Mix) — 2:12
11. «Yesterday, When I Was Mad» (Jam & Spoon Mix) — 5:01
12. «We All Feel Better In The Dark» (Brothers In Rhythm After Hours Climax Mix) — 5:21

### Disco 2: Bonus CD
В США «Disco 2» вышел также в специальном издании с дополнительным диском, на который вошли бисайды к последним синглам группы, а также два ремикса на песни, ставшим синглами.
1. «Decadence» — 3:55
2. «Some speculation» — 6:33
3. «Euroboy» — 4:28
4. «Yesterday, When I Was Mad» (RAF Zone Dub Mix) — 5:37
5. «I Wouldn't Normally Do This Kind Of Thing» (7" Mix) — 4:45

## Высшие позиции в хит-парадах
| Страна         | Высшая позиция |
| -------------- | -------------- |
| Великобритания | 6              |
| Швеция         | 21             |
| Швейцария      | 33             |
| Нидерланды     | 54             |
| Германия       | 42             |
| США            | 75             |